# Biały Grunt
Biały Grunt (deutsch Bialygrund, 1934 bis 1945: Weißengrund) ist ein kleines Dorf in der polnischen Woiwodschaft Ermland-Masuren. Es gehört zur Gmina Świętajno (Landgemeinde Schwentainen, 1938 bis 1945 Altkirchen (Ostpr.)) im Powiat Szczycieński (Kreis Ortelsburg).

## Geographische Lage
Biały Grunt liegt in der südlichen Mitte der Woiwodschaft Ermland-Masuren, 15 Kilometer südöstlich der Kreisstadt Szczytno (deutsch Ortelsburg).

## Geschichte
Das nach 1871 Bialygrond und nach 1876 Bialygrund genannte Dorf wurde 1788 gegründet: Am 24. Februar jenes Jahres erhielten 13 Eigenkätner hier Ländereien zu Schatullrechten zur Bildung eines Dorfes. Die Erschließung allerdings vollzog sich aufgrund des moorreichen Bodens nur sehr schleppend.
Im Jahre 1874 wurde die Landgemeinde Bialygrund in den neu errichteten Amtsbezirk Wilhelmsthal (polnisch Pużary) im ostpreußischen Kreis Ortelsburg eingegliedert. Die Zahl der Einwohner von Bialy Grund belief sich 1910 auf 280, 1933 auf noch 245. Aufgrund der Bestimmungen des Versailler Vertrags stimmte die Bevölkerung in den Volksabstimmungen in Ost- und Westpreussen am 11. Juli 1920 über die weitere staatliche Zugehörigkeit zu Ostpreußen (und damit zu Deutschland) oder den Anschluss an Polen ab. In Bialygrund stimmten 205 Einwohner für den Verbleib bei Ostpreußen, auf Polen entfielen keine Stimmen.
Aus politisch-ideologischen Gründen der Abwehr fremdländisch klingender Ortsnamen wurde Bialy Grund am 8. März 1934 in „Weißengrund“ umbenannt. Die Einwohnerzahl verringerte sich bis 1939 auf 220.
In Kriegsfolge kam Weißengrund 1945 mit dem gesamten südlichen Ostpreußen zu Polen und erhielt die polnische Namensform „Biały Grunt“. Heute ist das Dorf mit dem Sitz eines Schulzenamtes (polnisch Sołectwo) eine Ortschaft im Verbund der Gmina Świętajno (Landgemeinde Schwentainen, 1938 bis 1945 Altkirchen (Ostpr.)) im Powiat Szczycieński (Kreis Ortelsburg), bis 1998 der Woiwodschaft Olsztyn, seither der Woiwodschaft Ermland-Masuren zugehörig. Die Zahl der Einwohner Biały Grunts belief sich im Jahre 2011 auf 138.

## Kirche
Bis 1945 war Bialygrund resp. Weißengrund in die evangelische Kirche Gawrzialken (1928 bis 1945 Wilhelmsthal, polnisch Gawrzyjałki) in der Kirchenprovinz Ostpreußen der Kirche der Altpreußischen Union sowie in die römisch-katholische Kirche Liebenberg (polnisch Klon) im Bistum Ermland eingepfarrt. Heute gehört Biały Grund katholischerseits zur St.-Adalbert-Kirche Gawrzyjałki im jetzigen Erzbistum Ermland, außerdem evangelischerseits zur Kirche Szczytno (Ortelsburg) in der Diözese Masuren der Evangelisch-Augsburgischen Kirche in Polen.

## Schule
In Bialygrund/Weißengrund gab es eine einklassige Dorfschule, deren Gründung in die Zeit Friedrichs des Großen zurückreichte.

## Verkehr
Biały Grunt liegt an einer Nebenstraße, die von Konrady (Konraden) nach Jerominy (Jeromin) führt. Eine Anbindung an den Bahnverkehr besteht nicht.